# Tristán (Santa Cruz de Tenerife)
Tristán es un barrio de la ciudad de Santa Cruz de Tenerife (Tenerife, Canarias, España), que se encuadra administrativamente dentro del distrito de Ofra-Costa Sur. 

## Demografía
| 2004  | 2005  | 2006  | 2007  | 2008  | 2009  | 2010  |
| ----- | ----- | ----- | ----- | ----- | ----- | ----- |
| 1.284 | 1.278 | 1.262 | 1.257 | 1.253 | 1.260 | 1.257 |